# Borówko (jezioro w powiecie szczycieńskim)
Borówko (Jezioro Leśne, Persk) – jezioro w Polsce położone w województwie warmińsko-mazurskim, w powiecie szczycieńskim, w gminie Dźwierzuty.
- Dane
  - Powierzchnia – 9,9 ha
  - Głębokość maksymalna – 12 m
  - Typ – leszczowy
  - Jezioro jest hydrologicznie zamknięte

## Opis
Jeziorko o owalnym kształcie z osią północny wschód – południowy zachód. Płaskie brzegi są otoczone lasem i śródleśnymi łąkami. Około 1000 m na zachód leży wieś Grzegrzółki. Na północnym zachodzie uchodzą do jeziora rowy odwadniające podmokłe łąki. Dno od strony południowej i wschodniej pokryte piaskiem i kamieniami, z pozostałych stron zamulone. Roślinność bardzo rozwinięta.
Dojazd średni, jezioro leży kilkaset metrów od drogi powiatowej 26601, łączącej Pasym i Dźwierzuty, w okolicy połowy drogi. Pasym leży na drodze krajowej nr 53 Szczytno – Olsztyn. Dzierżawione jest od AWRSP przez Zarząd Okręgu Mazowieckiego PZW.